# Escorça planetària
En geologia, l'escorça és la carcassa sòlida més externa d'un planeta rocós, planeta nan o satèl·lit natural. Normalment es distingeix del mantell subjacent per la seva composició química; No obstant això, en el cas dels satèl·lits gelats, es pot distingir segons la seva fase (escorça sòlida vs mantell líquid). Les escorces de la Terra, Lluna, Mercuri, Venus, Mart, Io i altres cossos planetaris es van formar a través de processos ignis, i posteriorment van ser modificats per erosió, craterització d'impacte, vulcanisme i sedimentació. La majoria dels planetes terrestres tenen unes crostes bastant uniformes. La Terra, però, en té dos tipus diferents: l'escorça continental i l'escorça oceànica. Aquests dos tipus tenen diferents composicions químiques i propietats físiques, i han estat formats per diferents processos geològics.

## Escorça Terrestre
L'escorça terrestre és la capa de roca externa (Capa Externa) de la Terra. Es tracta d'una capa relativament fina, el seu gruix varia aproximadament des dels 5 km, al fons oceànic, fins a 70 km en zones muntanyoses dels continents.
S'ha plantejat que la primera escorça de la Terra va formar-se fa 4.400-4.500 milions d'anys. Els volums de l'escorça terrestre no han sigut sempre constants sinó que es creu que aquests han anat augmentant el seu volum al llarg del temps. És sabut que fa 2.500 milions d'anys ja existia una massa uniforme d'escorça, abans d'això es donaven molts processos de subducció de l'escorça en direcció al mantell terrestre que no feien possible establir amb certesa els volums de l'escorça en diferents zones del planeta. El creixement, augment del volum de l'escorça, es creu que ha succeït espontàniament marcat per dos esdeveniments molt ressenyables succeïts fa 2-500-2.700 milions d'anys i 1.700-1.900 milions d'anys.

## Tipus d'escorça terrestre

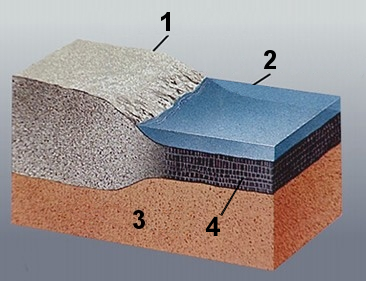
1: Escorça continental. 2: Oceà. 3: Mantell superior. 4: Escorça oceànica.

Existeixen dos tipus d'escorça terrestre: l'escorça oceànica i l'escorça continental.

### Escorça oceànica
L'escorça oceànica cobreix aproximadament el 78% de la superfície planetària. És més fina que la continental i es reconeixen en ella tres nivells. El nivell inferior, anomenat nivell III, és contigu amb el mantell en la discontinuïtat de Moho; està format per gabres, roques plutòniques bàsiques. Sobre els gabres se situa el nivell II de roques basàltiques, roques volcàniques de la mateixa composició que els gabres, bàsics com ells; es distingeix una zona inferior de major espessor constituïda per dics, mentre que la més superficial es basa en basalts en forma de matalàs, formats per una solidificació ràpida de magma en contacte amb l'aigua de l'oceà. Sobre els basalts subjau el nivell I, format pels sediments, pelàgics en mitjà de l'oceà i terrígens en les proximitats dels continents, que es van depositant de forma progressiva sobre l'escorça magmàtica un cop consolidats. Els minerals més abundants d'aquesta capa són els piroxens i els feldespats i els elements són el silici, l'oxigen, el ferro el magnesi. L'escorça més abundant està formada pels basalts, que són roques volcàniques.

### Escorça continental
L'escorça continental és de naturalesa menys homogènia, ja que està formada per roques amb diversos orígens. En ella predominen les roques ígnies intermèdies-àcides (com el granit per exemple) acompanyades de grans masses de roques metamòrfiques formades per metamorfisme regional en els orógens i extensament recobertes, per sedimentàries molt variades. En general, conté més silici i cations més lleugers i, per tant, és menys densa que l'escorça oceànica. Aquesta té un gruix major i en la història geològica s'observa un increment en la seva proporció respecte del seu total de l'escorça terrestre, ja que per la seva menor densitat, és difícil que els seus materials siguin submergits en el mantell.
Els minerals més abundants d'aquesta capa són el quars, els feldespats i la mica, i els elements químics més abundants són l'oxigen (46,6%), el silici (27,7%), l'alumini (8,1%), el ferro (5,0%), el calci (3,6%), el sodi (2,8%), el potassi (2,6%) i el magnesi (2,1%).

## Tipus d'escorça Planetària
Els geòlegs planetaris divideixen l'escorça en tres categories, segons com i quan es van formar.

### Escorça primària / escorça primordial.
Aquesta és l'escorça "original" d'un planeta. Es forma a partir de la solidificació d'un oceà de magma. Cap al final de l'acreció planetària, els planetes terrestres probablement tenien superfícies que eren oceans de magma. A mesura que es refredaven, es solidificaren en forma d'escorça. Aquesta escorça va ser probablement destruïda per grans impactes i es va tornar a formar moltes vegades a mesura que l'Era de Bombardeig Pesat va cloure.
La naturalesa de l'escorça primària encara es debat: les seves propietats químiques, mineralògiques i físiques són desconegudes, així com els mecanismes ignis que els van formar. Això és degut al fet que és difícil d'estudiar: cap de les escorces primàries de la Terra ha sobreviscut fins avui. Les altes taxes d'erosió de la Terra i el reciclatge de crosta causat per la tectònica de plaques han destruït totes les roques més velles de 4.000 milions d'anys, incloent qualsevol que provingués de l'escorça primària. No obstant això, els geòlegs poden obtenir informació sobre l'escorça primària estudiant-la en altres planetes terrestres. Les terres altes de Mercuri poden representar l'escorça primària, encara que això és en debat. Les terres altes d'anortosites de la Lluna són l'escorça primària, formada com plagioclasa cristal·litzada fora de l'oceà inicial de magma de la Lluna i flotant en llur part superior; No obstant això, és poc probable que la Terra seguís un patró similar, ja que la Lluna era un sistema sense aigua i la Terra tenia aigua. El meteorit marcià ALH84001 podria representar l'escorça primària de Mart; però, de nou, això es debat. Igual que la Terra, Venus manca d'escorça primària, ja que tota la superfície del planeta ha estat reaprofitada i modificada de manera repetida.

### Escorça secundària
L'escorça secundària està formada per la fusió parcial de materials de silicat en el mantell, de manera que sol ser composició basàltica. Aquest és el tipus d'escorça més comú del Sistema Solar. La majoria de les superfícies de Mercuri, Venus, Terra i Mart inclouen escorça secundària, igual que la luna maria (llatí, mar lunar). A la Terra, veiem com es forma l'escorça secundària principalment en centres de propagació de mitgeries de l'oceà, on l'aixecament adiabàtic del mantell causa fusió parcial de l'actual escorça submergida.

### Escorça terciària
L'escorça terciària és més modificada químicament que primària o secundària. Es pot formar de diverses maneres:
- Processos d'ígnia: fosa parcial de l'escorça secundària, juntament amb la diferenciació o deshidratació[11]
- Erosió i sedimentació: sediments derivats de l'escorça primària, secundària o terciària.

L'únic exemple conegut d'escorça terciària és l'escorça continental de la Terra. Es desconeix si es pot dir que altres planetes terrestres tenen escorça terciària, encara que les proves fins ara suggereixen que no ho fan. Això és probable perquè la tectònica de plaques és necessària per crear escorça terciària, i la Terra és l'únic planeta del nostre sistema solar amb tectònica de plaques.

## Escorça de la Lluna
Article principal Geologia de la Lluna
Es creu que un protoplaneta teòric anomenat "Theia" col·lapsà amb l'antiga Terra en formació, i part del material expulsat a l'espai per la col·lisió accionada per formar la Lluna. A mesura que es va formar la Lluna, es creu que la seva part externa va entrar en fusió, un "oceà de magma lunar". El feldespat de Plagioclasa va cristal·litzar en grans quantitats d'aquest magma i va flotar cap a la superfície. Les roques acumulades formen gran part de l'escorça. La part superior de l'escorça probablement té una mitjana de prop del 88% de plagioclasa (com a mínim el 90% anortosita): la part inferior de l'escorça pot contenir un major percentatge de minerals ferro-magnesians com els piroxens i l'olivina, però fins i tot així s'estima 78% de plagioclasa com a mitjana. El mantell subjacent és més dens i ric en olivina. El gruix de l'escorça oscil·la entre uns 20 i 120 km. L'escorça a la part posterior no visible de la Lluna té unes mitjanes aproximadament 12 km més gruixudes que les del costat proper. Les estimacions de gruix mitjà cauen en el rang d'entre 50 i 60 km. La major part d'aquesta escorça rica en plagioclasa es va solidificar poc després de la formació de la lluna, farà entre uns 4,5 i 4,3 bilions d'anys. Potser el 10% o menys de l'escorça consisteix en roca ígnia afegida després de la formació amb material enriquit amb plagioclasa inicial. Les més ben caracteritzades i més voluminoses d'aquestes posteriors incorporacions són els basalts de la maria que es van formar entre fa 3,9 i 3,2 bilions d'anys. El vulcanisme menor va continuar després de 3,2 bilions d'anys, potser fa tan sols 1 bilió d'anys que s'ha aturat. No hi ha proves de tectònica de plaques.
L'estudi de la Lluna ha establert que una escorça es pot formar sobre un cos planetari rocós significativament més petit que la Terra. Encara que el radi de la Lluna només és aproximadament un quart de la Terra, l'escorça lunar té un gruix mitjà significativament major. Aquesta espessa corfa es va formar gairebé immediatament després de la formació de la Lluna. El magmatisme va continuar després d'un període d'intensos impactes meteorits que va acabar fa uns 3,9 bilions d'anys, però les roques ígnies de menys de 3,9 bilions d'anys formen només una petita part de l'escorça.